# Islamofobi
Islamofobi angiver fordomme, mishag, frygt for eller had imod islam, muslimer eller deres politik eller kultur. Begrebet benyttes bl.a. af myndigheder og i akademisk faglitteratur om antimuslimske fordomme, hadretorik og propaganda og som samlebetegnelse for fordomme mod og diskriminering af muslimer. Udtrykket anvendes ofte parallelt med antisemitisme.
Ordet kendes brugt siden 1918, men brugen har især taget fart siden slutningen af 1990'erne.

## Begrebets historie
Islamofobi udnævnes somme tider til at være en neologisme, idet ordet sjældent var brugt før 1990'erne, men er blevet udbredt siden da. Det er dog kendt på europæiske sprog siden 1918, hvor Alphonse Etienne Dinet og Sliman ben Ibrahim anvendte det i en fransksproget biografi om Muhammed. Det blev imidlertid for alvor udbredt fra 1997, da den britiske tænketank Runnymede Trust udgav rapporten Islamophobia - a Challenge to Us All. Ifølge den franske debattør og islamkritiker Robert Redeker blev begrebet i 1990'erne bl.a. brugt i Londons islamistiske miljøer i kampagner imod Salman Rushdie. I Danmark optræder begrebet i hvert fald siden 1997, hvor det blev anvendt i et debatindlæg af Mikael og Klaus Rothstein i Weekendavisen i 1997. I indlægget advarede de mod at kritisere muslimer og islam og anførte, at det er "en fatal brøler at identificere mennesker ud fra deres religion alene... Argumentet reducerer muslimer til celler i en enkelt organisme og ignorerer, at der er tale om individer, præcis som blandt kristne i vores eget kulturelle miljø." 

## Eksempler
I sin rapport fra 1997 udpegede Runnymede Trust følgende kendetegn på en islamofobisk holdning: et syn på islam som en monolitisk, statisk og uforanderlig enhed, det at betragte islam som sådan som en politisk ideologi, det at betragte islam som sådan som barbarisk, voldelig eller truende, og det at se på anti-muslimske synspunkter som naturlige og normale.
Fjendtlige udfald og handlinger vendt mod muslimer i USA udviste ifølge FBI en kraftig stigning efter terrorangrebet den 11. september 2001. Antimuslimske hadforbrydelser (herunder brandstiftelse) har således oplevet en kraftig stigning i USA siden 2001 ifølge FBI's årlige statistik over hadforbrydelser. Såvel i 2015 som i 2016 steg antallet af hadforbrydelser mod muslimer igen ifølge FBI.
I løbet af finanskrisen blev islamofobi langt mere udbredt i Europa ifølge en rapport fra Det Europæiske Agentur for Grundlæggende Rettigheder (FRA) i 2013.
I 2019 var islamofobiske holdninger angiveligt motivet bag terrorangrebet 15. marts på moskeen i Christchurch i New Zealand, hvor mindst 49 personer blev dræbt ved skudangrebene.

## Islamofobi i Danmark
Også i andre lande og ved andre lejligheder er der fulgt flere hadforbrydelser mod muslimer i kølvandet på terrorhandlinger. Ifølge en artikel i Berlingske blev flere muslimske danskere således udsat for chikane, vold og trusler i dagene efter drabene på Finn Nørgaard og Dan Uzan i København i februar 2015.
I Danmark har Rigspolitiet siden 2015 foretaget en årlig afrapportering af hadforbrydelser. I 2017 registrerede politiet 142 religiøst motiverede hadforbrydelser, hvoraf de 67 var rettet mod muslimer. Muslimerne var dermed den religiøse gruppe, der tegnede sig som ofre for den største andel af årets hadforbrydelsessager. I 2015 registrerede politiet 41 hadforbrydelser rettet mod muslimer, og i 2016 var tallet 56.
Eksempler på hadforbrydelser var en muslim, der havde fået løsnet to hjulbolte på sin bil, ligesom tre hjulbote var skruet helt løs, efter at et Facebook-opslag i nærområdet havde opfordret til at løsne hjulbolte på muslimsk ejede biler. En anden person blev på en parkeringsplads kontaktet af tre mænd, der spurgte ham, om han var muslim. Da han svarede ja, overfaldt to af mændene ham med knytnæveslag mod bryst, mave og nyrer.
Organisationen Center for Dansk-Muslimske Relationer (CEDAR) udgav i 2017 en rapport om islamofobi i Danmark.
Den dansk-muslimske jurist og debattør Tarek Ziad Hussein har påpeget, at en konsekvens af islamofobien i Danmark er, at mange i generationen af unge muslimske danskere, som er født og opvokset og har taget en uddannelse i Danmark og taler dansk bedre end deres forældres modersmål, stadig føler sig fremmedgjorte i det samfund, de er en del af. Nogle vælger at emigrere, fordi de er trætte af den måde, der bliver talt om dem på, mens andre bliver boende, men med en bitter smag i munden.

## Kritik af begrebet
En række forskere og debattører advarer mod brug af begrebet islamofobi, idet de mener, at begrebet kan misbruges til at forhindre en legitim religionskritik. I 2006 udtalte således 12 internationale forfattere, journalister og intellektuelle som fx Salman Rushdie, Ayaan Hirsi Ali og Bernard-Henri Levy i "Sammen mod den nye totalitarisme", at "Vi nægter at afstå fra vores kritiske ånd af frygt for at blive anklaget for "islamofobi", et uheldigt begreb, der forveksler kritik af islam som en religion med stigmatisering af dens troende."
En af de 12 medunderskrivere, den franske journalist og medarbejder på Charlie Hebdo Caroline Fourest, sagde senere efter terrorangrebet på dette blad i januar 2015, at selve ordet islamofobi er en del af problemet: »Ved at bruge ordet islamofobi lægger man låg på enhver kritik af islam under påskud af, at kritikken i virkeligheden er racisme. Man blander både religionskritik, racisme og had til muslimer sammen i én pærevælling. Ved at bruge det ord undergraver man alle pacifister og humanister - samtidig med at man har sat en skydeskive på ryggen af os.« Den franske premierminister Manuel Valls udtalte tilsvarende nogle uger inden angrebet: "I refuse to use this term "Islamophobia," because those who use this word are trying to invalidate any criticism at all of Islamist ideology. The charge of "Islamophobia" is used to silence people."
Professor Peter Nannestad, Århus Universitet, diskuterede i en artikel i 2012 begrebets anvendelse i videnskabelige diskurser. Han konkluderede, at "Islamofobi er i empirisk forstand et dybt problematisk begreb. Indtil videre er det ikke lykkedes at nå frem til en tilfredsstillende definition af begrebet, som kan leve op til gængse metodiske krav til definitioner ... Den empiriske uskarphed inviterer til at instrumentalisere begrebet politisk og oplade det ideologisk. At det sker i rigt mål, kan der næppe herske tvivl om." Han opfordrede derfor til at være forsigtig med at bruge begrebet i videnskabelige sammenhænge.
Religionssociologen Brian Arly Jacobsen fra Københavns Universitet har omvendt skrevet, at der spøger en islamofobi i den danske islamkritik, hvor nogle af de såkaldte islamkritikere udgør en særlig kategori i den offentlige debat, som ud fra en fordomsfyldt ideologisk eller religiøst baseret holdning under dække af kritisk stillingtagen til islam som politisk ideologi ofte ender med at ramme alle muslimer.
Erhvervsmanden Asger Aamund skrev i 2017, at "Det islamofobiske begreb i sin færdige form er et krav om, at vi skal tåle det utålelige. Enhver krænkelse eller kritik af islam som religion eller som politisk bevægelse er en utilgivelig racistisk handling mod en mishandlet minoritet. Netop fremstillingen af muslimer som et forfulgt mindretal er kernen i islamofobiens gennemslagskraft." Han opfordrede på den baggrund til, at man skulle ophøre med at give islam og muslimer særbehandling i den offentlige debat, idet islam som andre religioner er "underlagt den sekulære, demokratiske retsstat. Hverken mere eller mindre."
Juristen og debattøren Tarek Ziad Hussein har påpeget, at det er vigtigt at skelne mellem islamkritik og islamofobi. Mens han mener, at islam skal underlægges den samme kritik som alle andre religioner, er islamofobi ifølge ham udtryk for had for eller foragt for personer, som tror på islam eller kalder sig selv muslimer, og som eksempelvis kommer til udtryk, når danske muslimer kan blive overfaldet, fordi de bærer tørklæde, blive spyttet på i bussen og kaldt forskellige skældsord.